# Oud-Charlois
Oud-Charlois is de historische kern van het Rotterdamse stadsdeel Charlois. Oud-Charlois wordt begrensd door de Dorpsweg in het oosten, de Kromme Zandweg in het zuiden, het emplacement van de Waalhaven-Oostzijde in het westen en de Nieuwe Maas in het noorden.

## Geschiedenis
In 1460 gaf Karel de Stoute opdracht de polder Rijerwaert te bedijken. Toen hij op 14 april 1462 de akte van overdracht van de polder Rijerwaert aan vier grondheren goedkeurde, verbond hij daar twee voorwaarden aan, dat:
- de ingedijkte grond "voortaen heten sal 't land van Charolois" (naar het graafschap Charolais waar hij vandaan kwam);
- er een kerk gesticht werd "die genaempt sal wesen Sinte Clemenskercke." (dus gewijd aan Sint-Clemens).

Bij de Sint-Clemenskerk, ontwikkelde zich het dorp Charlois. De bebouwing van de oude dorpskern rond de Charloisse Kerksingel, de Kaatsbaan, de Grondherendijk en de Zuidhoek is nog steeds terug te vinden.
In 1895 werd Charlois door Rotterdam geannexeerd. Rondom de oude dorpskern werden aan het begin van de twintigste eeuw grote aantallen arbeiderswoningen gebouwd in verband met de groeiende werkgelegenheid in de Rotterdamse haven. Deze woningen zijn in de jaren zeventig en tachtig gerenoveerd.
Tot Oud-Charlois behoort ook het Dokhavengebied, waar de aanleg van een rioolwaterzuivering in de gedempte Dokhaven werd gecombineerd met woningbouw aan de Nieuwe Maas en een wijkpark.
Tegenwoordig is Oud Charlois een thuishaven voor meer dan 150 kunstenaars.

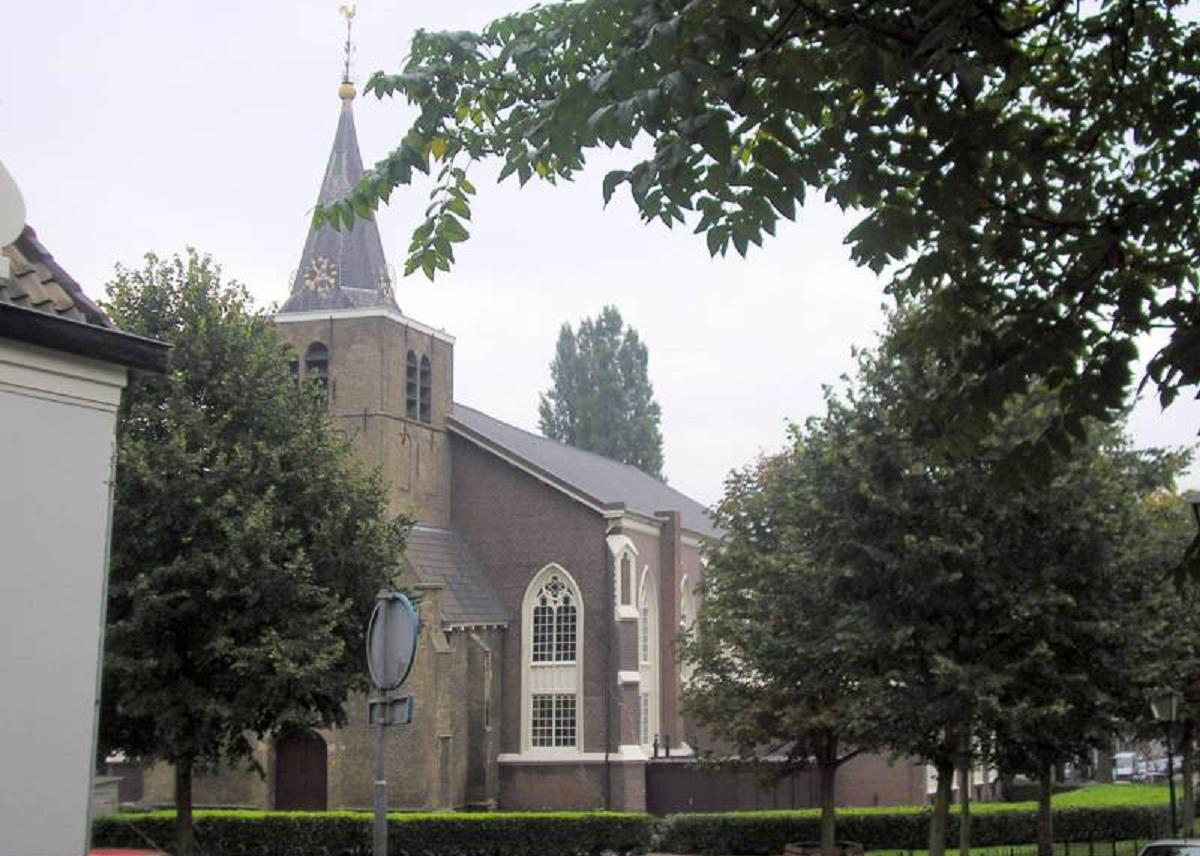
N.H.Oude-of St.Clemenskerk.
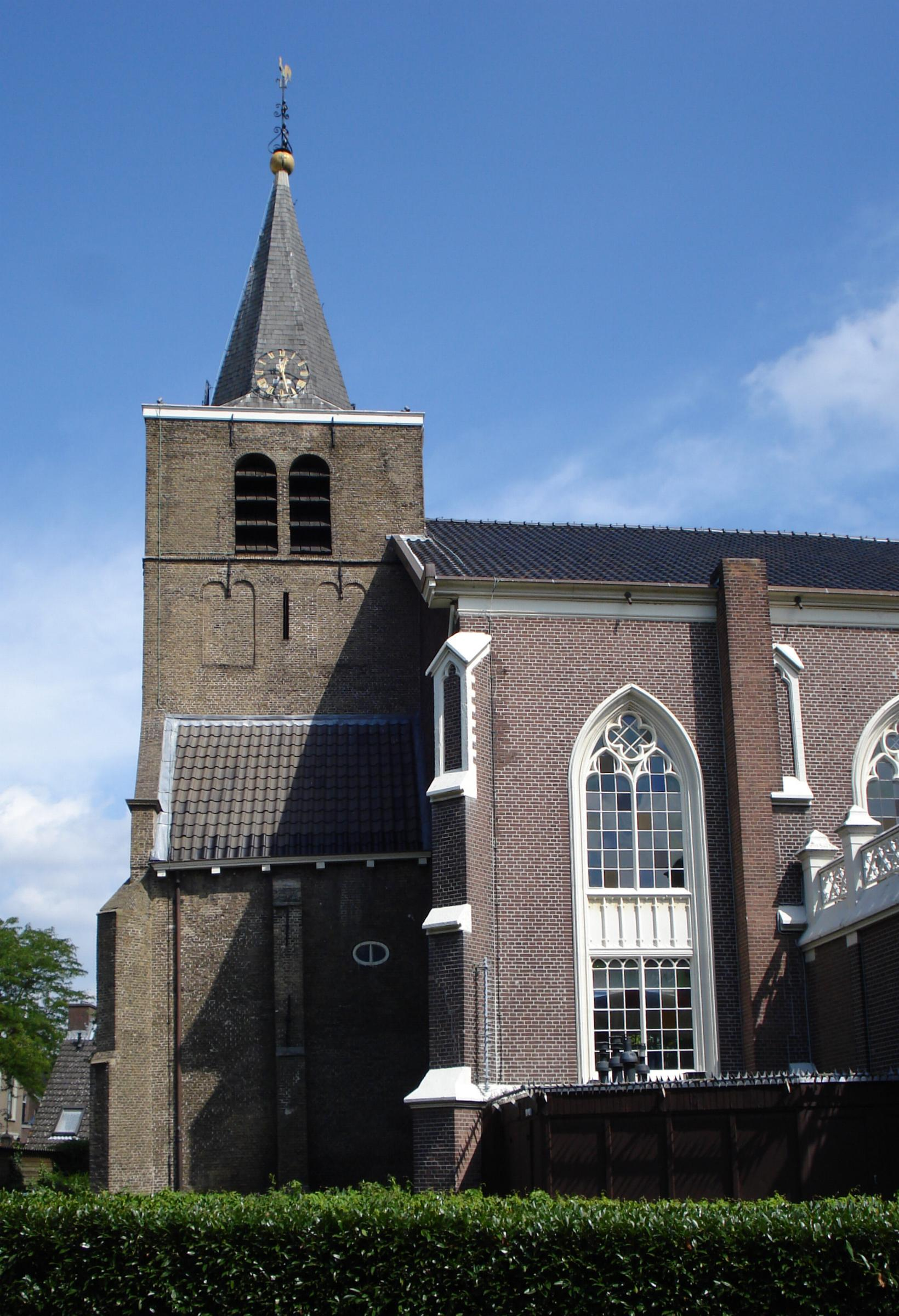
Zijaangezicht Oude Kerk
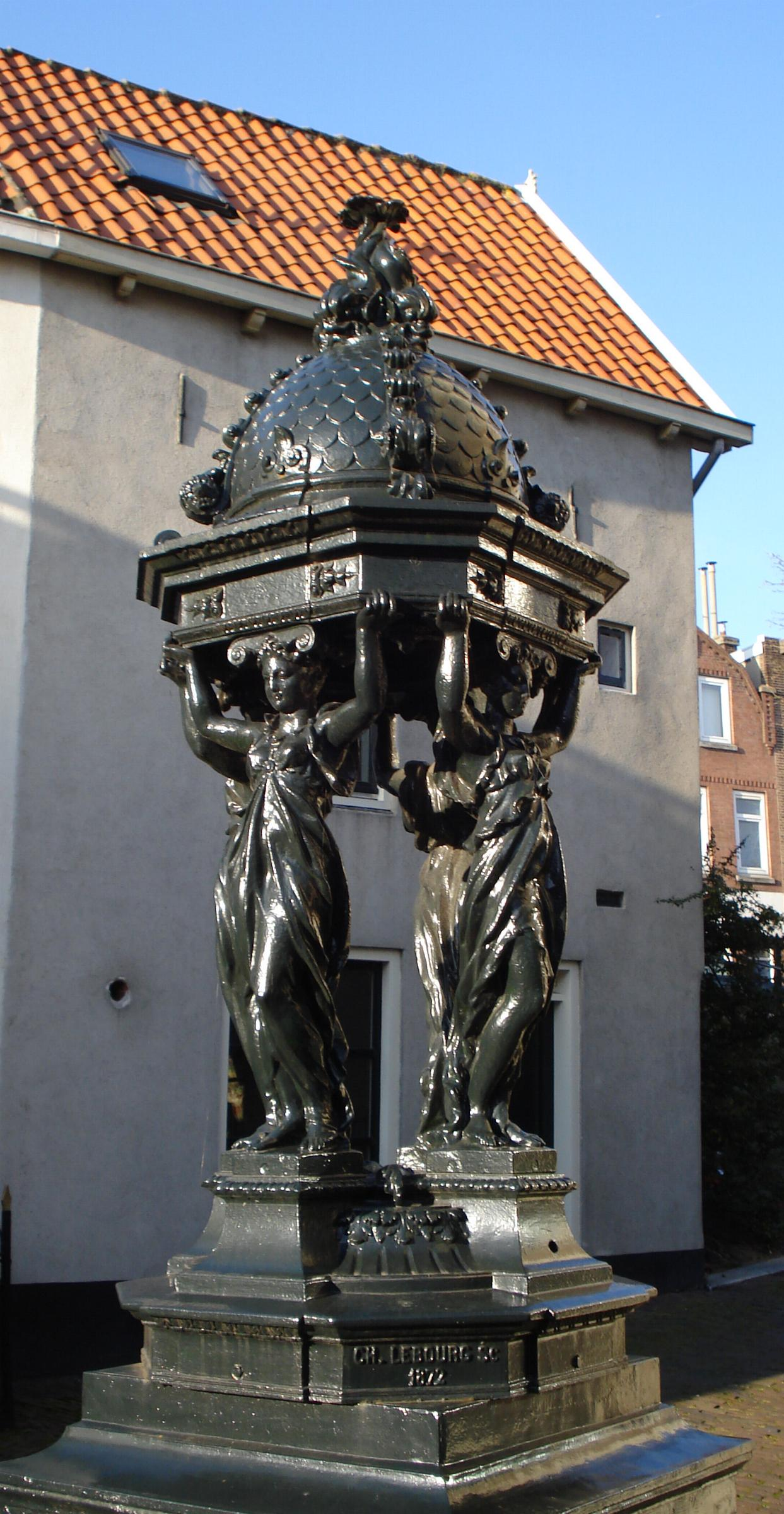
Parijse Wallace-fontein met de vier gratiën.
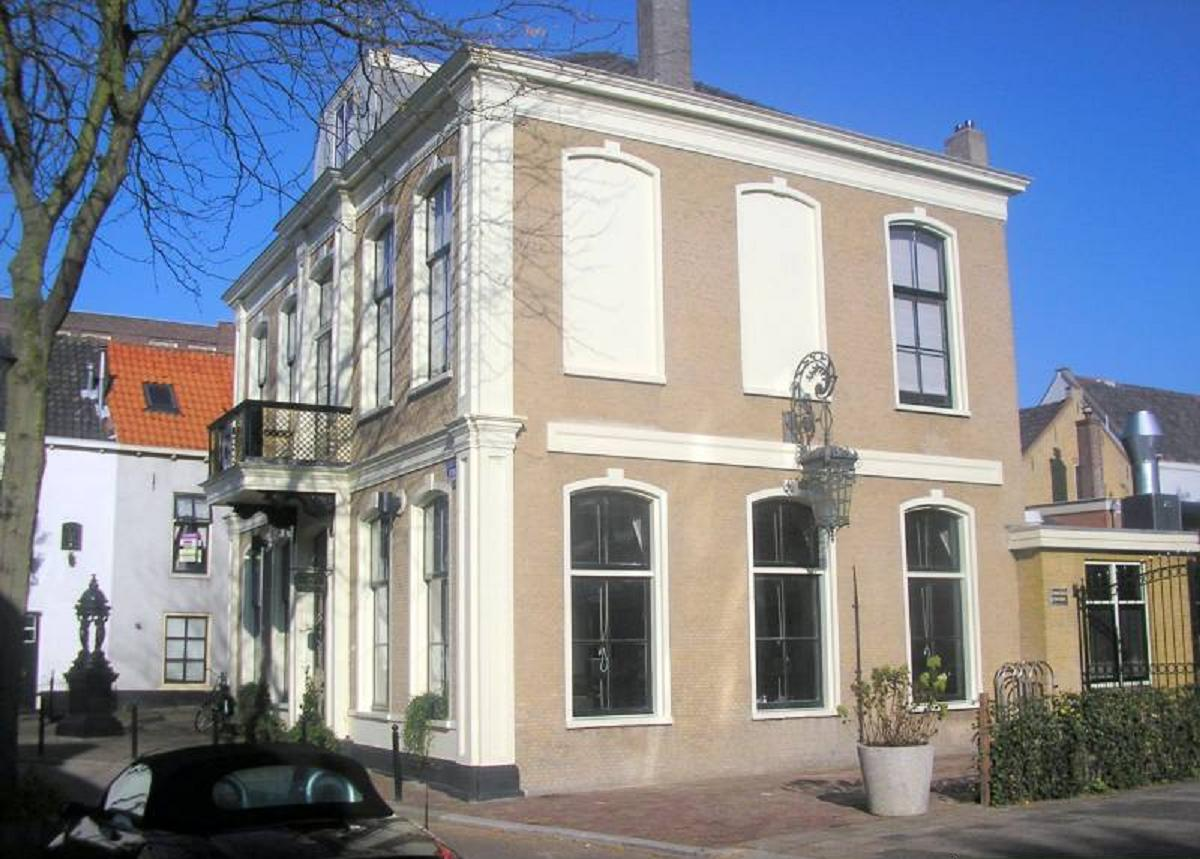
Voormalige Politiebureau aan de Charloisse Kerksingel.
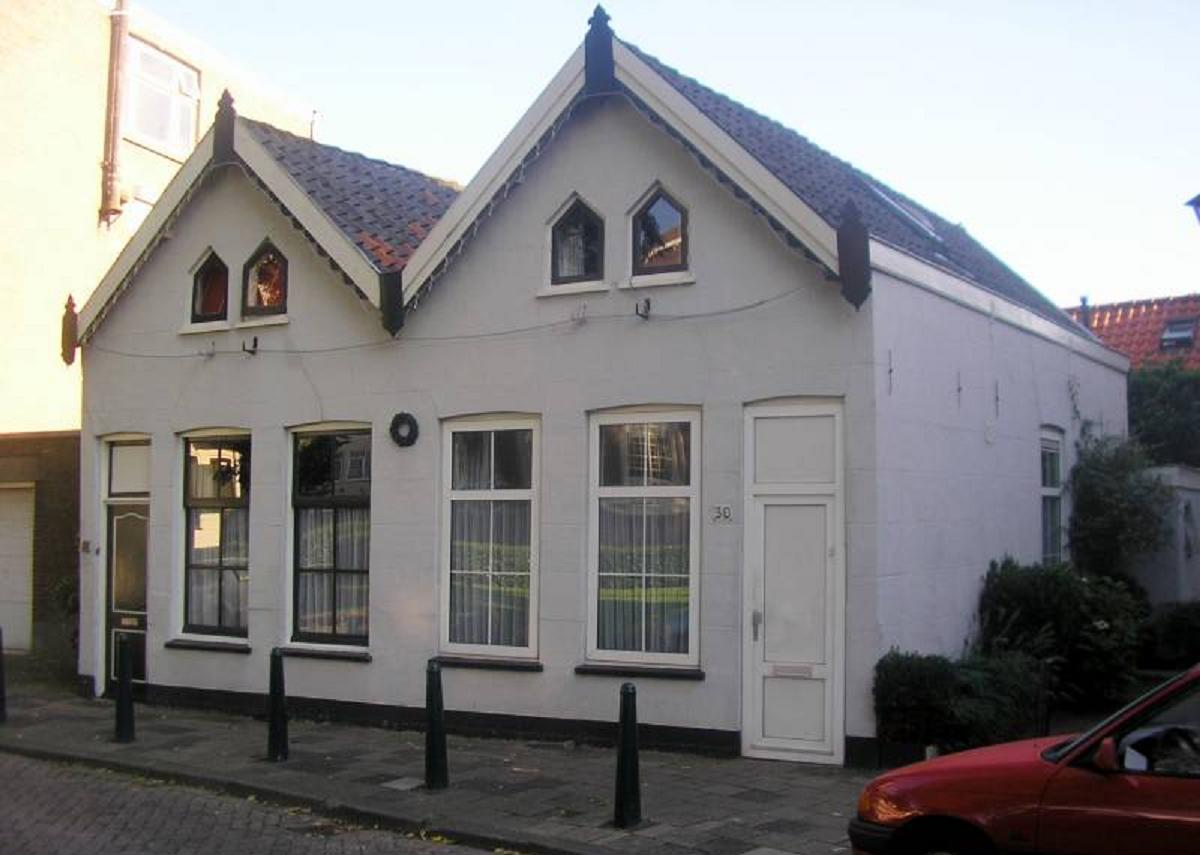
Charloisse Kerksingel 24-44.
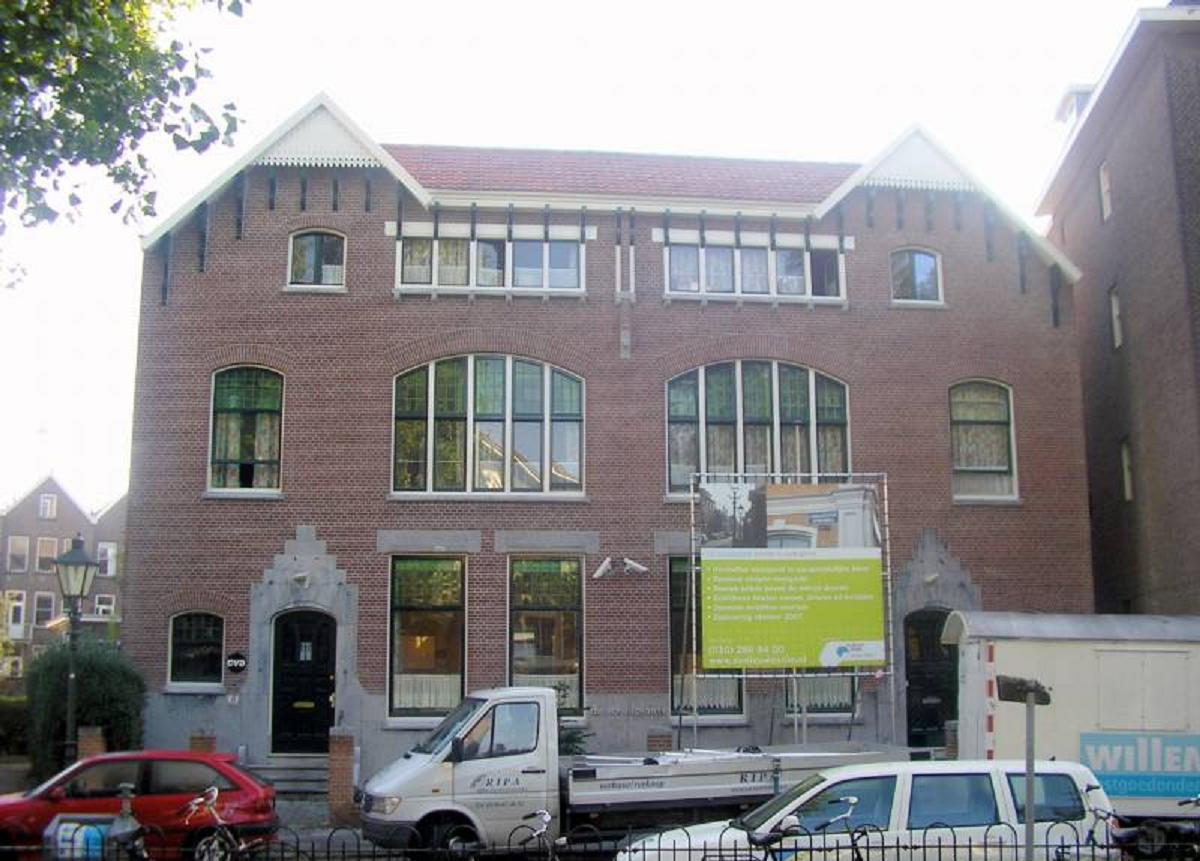
CVD De Schuilplaats Beschermd Wonen voor Kwetsbare mensen aan de Charloisse Kerksingel.
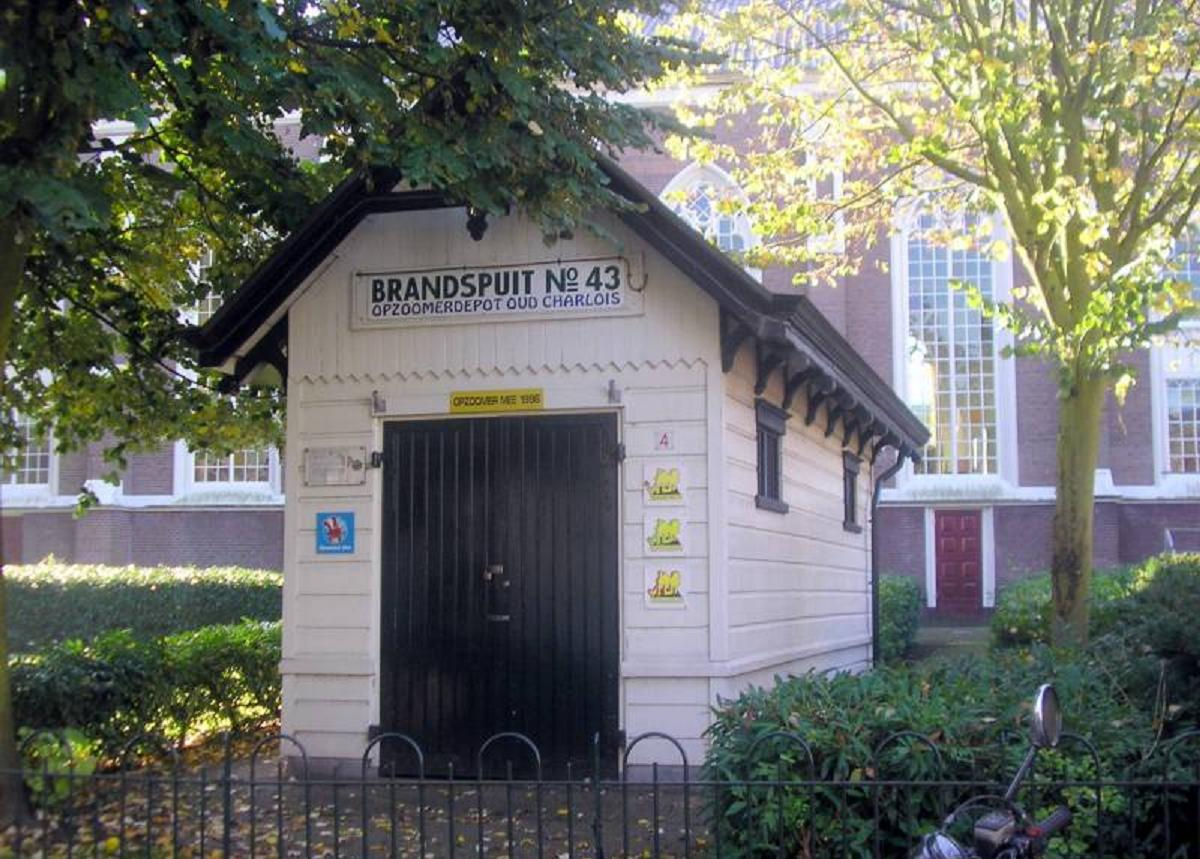
Voormalige brandspuithuisje no.43 bij de N.H.Oude-of St.Clemenskerk.
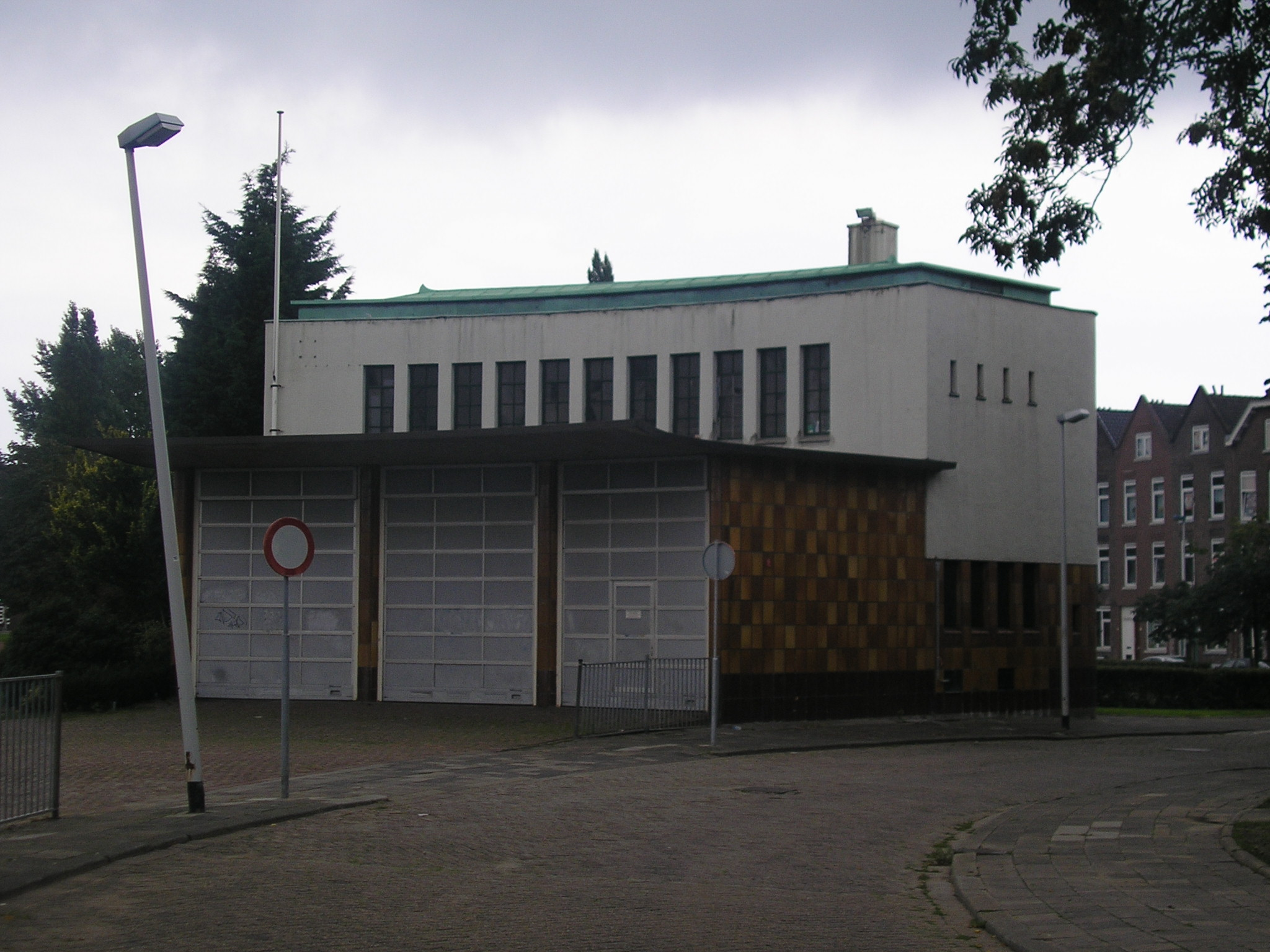
Brandweergarage Maastunnel aan de Doklaan.

Carnisserbuurt · 
Heijplaat · 
Oud-Charlois · 
Pendrecht · 
Tarwewijk · 
Wielewaal · 
Zuidwijk
Rotterdam Centrum ·
Rotterdam-Noord ·
Rotterdam-Oost ·
Rotterdam-West ·
Rotterdam-Zuid ·
110-Morgen ·
Afrikaanderwijk ·
Agniesebuurt ·
Bergpolder ·
Beverwaard ·
Blijdorp ·
Blijdorpse polder ·
Bloemhof ·
Boomgaardshoek ·
Bospolder-Tussendijken ·
CS-kwartier ·
Carnisserbuurt ·
Cool ·
Crooswijk ·
De Esch ·
De Veranda ·
Delfshaven ·
Delfshaven-Schiemond ·
Dijkzigt ·
Feijenoord ·
Gadering ·
Groenenhagen-Tuinenhoven ·
Groot-IJsselmonde ·
Heijplaat ·
Het Lage Land ·
Hillegersberg ·
Hillesluis ·
Homerusbuurt ·
Hordijkerveld ·
Kandelaar ·
Karl Marxbuurt ·
Katendrecht ·
Kiefhoek ·
Kleinpolder ·
Kleiwegkwartier ·
Kop van Zuid ·
Kralingen ·
Kralingse Veer ·
Kreekhuizen ·
Landzicht ·
Liskwartier ·
Lloydkwartier ·
Lombardijen ·
Meeuwenplaat ·
Middelland ·
Middengebied ·
Millinxbuurt ·
Molenlaankwartier ·
Molièrebuurt ·
Nesselande ·
Nieuw Engeland ·
Nieuw-Mathenesse ·
Nieuwe Westen ·
Nooddorp ·
Noordereiland ·
Ommoord ·
Oosterflank ·
Oud-Charlois ·
Oud-IJsselmonde ·
Oud-Mathenesse ·
Oude Noorden ·
Oude Westen ·
Oudeland ·
Overschie ·
Pendrecht ·
Prinsenland ·
Provenierswijk ·
Reyeroord ·
Rubroek ·
Sagenbuurt ·
Scheepvaartkwartier ·
Schiebroek ·
Schiemond ·
's-Gravenland ·
Smeetsland ·
Spaanse Polder ·
Spangen ·
Sportdorp ·
Stadsdriehoek ·
Struisenburg ·
Tarwewijk ·
Terbregge ·
Tussenwater ·
Varenbuurt ·
Vondelingenplaat ·
Vreewijk ·
Waalhaven ·
Westpunt ·
Wielewaal ·
Witte Dorp ·
Zalmplaat ·
Zenobuurt ·
Zestienhoven ·
Zevenkamp ·
Zomerland ·
Zuidwijk